# 매스뮤추얼 센터
매스뮤추얼 센터(영어: MassMutual Center)는 미국 매사추세츠주 스프링필드에 위치한 실내 경기장이다. 과거 D-리그 스프링필드 아머와 NHL 하트포드 훼일러즈, WHA 뉴잉글랜드 훼일러즈, AHL 스프링필드 인디언스, 스프링필드 킹스, 스프링필드 팰컨스의 홈경기장으로 사용했고, 현재 AHL 스프링필드 선더버즈의 홈경기장으로 사용되고 있다.